# مجموعة إنسان (برنامج)
مجموعة إنسان هو برنامج حواري رمضاني سيعرض في رمضان 2017 على قناة أم بي سي 1 و هو من تفديم الإعلامي علي العلياني في ثاني تجاربه في تقديم البرامج الحوارية في رمضان، وسيعرض في أول أيام رمضان 1438.

## نبذة حول البرنامج
في كل حلقة يقوم علي العلياني باستضافة ضيف معروف من نخبة المجتمع الخليجي و العربي من السياسيين والمفكرين والإعلاميين والفنانين، وضيوفا من مختلف المجالات محاورا إياهم في مواضيع مختلفة حول بداياتهم وأبرز محطات حياتهم والصعاب التي يواجهونها وتكون الحلقة حول الضيف ورحلته في هذا الوسط.

## ضيوف البرنامج
| رقم الحلقة | تاريخ عرض الحلقة | ضيف الحلقة                                                    | بلد الضيف                | المهنة                   |
| 1          | 1 رمضان 1438     | أصالة نصري                                                    | سوريا                    | مغنية                    |
| 2          | 2 رمضان 1438     | حياة الفهد                                                    | الكويت                   | ممثلة                    |
| 3          | 3 رمضان 1438     | سميرة توفيق                                                   | لبنان                    | مغنية                    |
| 4          | 4 رمضان 1438     | نيشان ديرهاروتيونيان                                          | لبنان                    | إعلامي                   |
| 5          | 5 رمضان 1438     | ياسر التويجري                                                 | السعودية                 | شاعر                     |
| 6          | 6 رمضان 1438     | نواف بن سعد آل سعود                                           | السعودية                 | رئيس نادي الهلال السعودي |
| 7          | 7 رمضان 1438     | فؤاد الهاشم                                                   | الكويت                   | صحفي و كاتب سياسي        |
| 8          | 8 رمضان 1438     | بدر صالح                                                      | اليمن                    | فنان كوميدي              |
| 9          | 9 رمضان 1438     | فهد المساعد                                                   | السعودية                 | شاعر                     |
| 10         | 10 رمضان 1438    | حلقة استثنائية بسبب مقاطعة بعض الدول العربية لقطر دبلوماسيا   |                          |                          |
| 11         | 11 رمضان 1438    | علي بن تميم                                                   | الإمارات العربية المتحدة | إعلامي                   |
| 12         | 12 رمضان 1438    | حلقة خاصة بسبب التغيرات الأخيرة في منطقة الخليج والوطن العربي |                          |                          |
| 13         | 13 رمضان 1438    | ياسر القحطاني                                                 | السعودية                 | لاعب كرة قدم             |
| 14         | 14 رمضان 1438    | خالد المريخي                                                  | السعودية                 | شاعر                     |
| 15         | 15 رمضان 1438    | فايز المالكي                                                  | السعودية                 | ممثل                     |
| 16         | 16 رمضان 1438    | إليسا                                                         | لبنان                    | مغنية                    |
| 17         | 17 رمضان 1438    | سوسن الشاعر                                                   | البحرين                  | صحفية و إعلامية          |
| 18         | 18 رمضان 1438    | منصور الرقيبة                                                 | السعودية                 |                          |
| 19         | 19 رمضان 1438    | مرام البلوشي                                                  | الكويت                   | ممثلة و مغنية            |
| 20         | 20 رمضان 1438    | نجوى كرم                                                      | لبنان                    | مغنية                    |
| 21         | 21 رمضان 1438    | عبد الله بن بجاد العتيبي                                      | السعودية                 | كاتب و إعلامي            |
| 22         | 22 رمضان 1438    | نادين نسيب نجيم                                               | لبنان                    | ممثلة                    |
| 23         |                  |                                                               |                          |                          |
| 24         |                  |                                                               |                          |                          |
| 25         |                  |                                                               |                          |                          |
| 26         |                  |                                                               |                          |                          |
| 27         |                  |                                                               |                          |                          |
| 28         |                  |                                                               |                          |                          |
| 29         |                  |                                                               |                          |                          |
| 30         |                  |                                                               |                          |                          |
| ---------- | ---------------- | ------------------------------------------------------------- | ------------------------ | ------------------------ |

## الموسم الثاني
يعرض في موسم رمضان 2018 على مدار ثلاثين حلقة يستضيف فيه علي العلياني نخية من نجوم الوطن العربي.

### ضيوف الحلقات
| رقم الحلقة | تاريخ عرض الحلقة | ضيف الحلقة | بلد الضيف | المهنة |
| 1          | 1 رمضان 1439     |            |           |        |
| ---------- | ---------------- | ---------- | --------- | ------ |

## وصلات خارجية
- الموقع الرسمي